# Огузхан и сыновья (комплекс фонтанов)
«Огузхан и сыновья» (туркм. «Oguzhan we onuň ogullary» fontan kompleksy) — комплекс фонтанов, один из главных символов Ашхабада. Расположен на автотрассе, ведущей из Международного аэропорта в центр города. Осветительная система комплекса работает с применением солнечной энергии.

## История
Предложение реконструировать старый фонтан прозвучало в мае 2007 года. В ноябре был одобрен проект нового фонтана, строительством занялась турецкая компания Полимекс. Был открыт 29 июня 2008 года с участием Президента Туркменистана Гурбангулы Бердымухамедова. В 2010 году фонтанный комплекс включён в Книгу рекордов Гиннесса как объединяющий самое большое число фонтанов в общественном месте.

## Описание
Архитектурно-скульптурный ансамбль изображает легендарного родоначальника тюркских народов Огузхана, восседающего с поднятой рукой на коне в центре фонтана, и шестерых его сыновей: Гюн-хана (повелителя солнца), Ай-хана (повелителя луны), Йылдыз-хана (повелителя звёзд), Гек-хана (повелителя неба), Даг-хана (повелителя гор) и Денгиз-хана (повелителя моря). По сведениям Книги рекордов Гиннесса, комплекс состоит из 27 фонтанов, размещённых на площади около 15 гектаров. Все они синхронизированы, освещены и полностью программируемы.
Монументальная композиция создана творческим коллективом под руководством народного художника Туркменистана Бабасары Аннамурадова. Авторы замыслили скульптурную композицию таким образом, чтобы она «символизировала миролюбие туркменского народа, его нерушимое единство и сплочённость и вместе с тем созидательный дух и мощь современного Туркменистана».